# Vena profonda

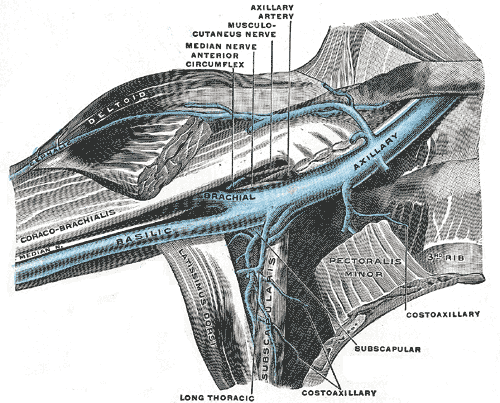
Le vene dell'ascella destra viste da davanti.

Vena profonda è un termine usato per descrivere una vena che si trova in profondità nel corpo, esso viene usato per differenziare le vene profonde dalle vene che si trovano vicino alla superficie, conosciute anche come vene superficiali.
Le vene profonde sono quasi tutte affiancate da un'arteria con lo stesso nome (per esempio: la vena femorale è accoppiata all'arteria femorale). Complessivamente trasportano la maggior quantità di sangue. L'occlusione di una vena profonda può essere una minaccia per la vita e nella maggior parte dei casi è causata da una trombosi. L'occlusione di una vena profonda da una trombosi è detta trombosi venosa profonda.
Le vene profonde sono quindi i vasi sanguigni radicati in profondità nella carne e nel caso sia necessaria un'operazione, può essere difficile eseguirla.

## Alcuni nomi di vene profonde
- Vena giugulare interna

### Arti superiori
- Vena brachiale
- Vena radiale
- Vena ulnare

### Arti inferiori
- Vena femorale
- Vena femorale profonda
- Vena poplitea
- Vena peroneale
- Vena tibiale anteriore
- Vena tibiale posteriore